# Sky (empresa)
Sky Group Limited es una compañía de medios y telecomunicaciones británica, propiedad de Comcast y con sede en Londres. Tiene operaciones en el Reino Unido, Irlanda, Alemania, Austria, Italia y Suiza. Sky es la compañía de medios más grande y líder de Europa y la mayor compañía de televisión por suscripción, con 23 millones de suscriptores y 28.123 empleados a partir de 2018.
Inicialmente formada en 1990 por la fusión igual de Sky Television y British Satellite Broadcasting, BSkyB se convirtió en la compañía de televisión de suscripción digital más grande del Reino Unido. En 2014, después de completar la adquisición de Sky Italia y Sky Deutschland, la compañía fusionada cambió su nombre a Sky plc.
Antes de 2018, 21st Century Fox de Rupert Murdoch tenía una participación de control del 39,14% en la compañía; el 9 de diciembre de 2016, luego de un intento anterior de News Corporation que fue afectado por el escándalo de piratería telefónica de News International, 21st Century Fox anunció que había aceptado comprar el resto de Sky, en espera de la aprobación del gobierno. The Walt Disney Company anunció en diciembre de 2017 que, a su vez, adquiriría 21st Century Fox, incluida la participación de Sky. Sin embargo, Comcast finalmente ganó una guerra de pujas por la apuesta por £17.28 por acción. Fox y los accionistas restantes de la compañía acordaron vender sus acciones en Sky a Comcast.

## Historia

### BSkyB

#### Formación

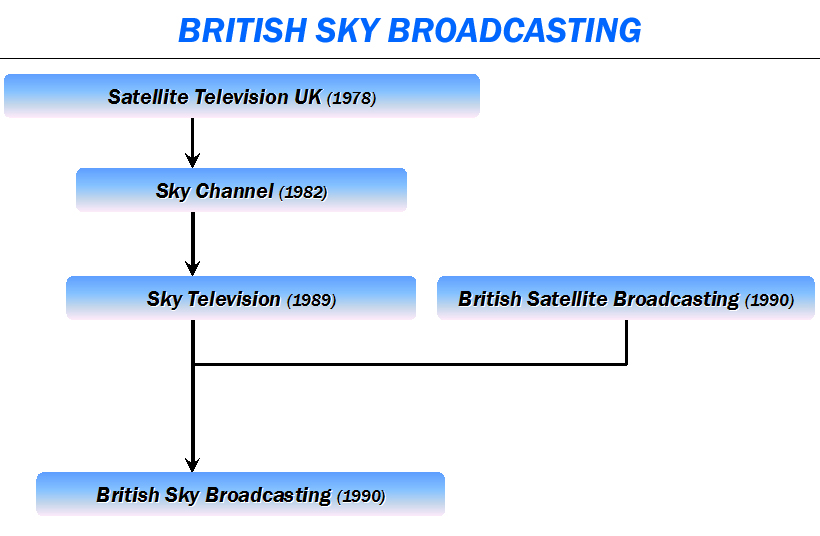

British Sky Broadcasting (BSkyB) se formó mediante la fusión de Sky Television y British Satellite Broadcasting el 2 de noviembre de 1990.Ambas compañías habían comenzado a tener dificultades financieras y estaban sufriendo pérdidas financieras mientras competían entre sí por los espectadores. The Guardian caracterizó más tarde la fusión como "efectivamente una adquisición por parte de News Corporation".
La fusión fue investigada por la Oficina de Comercio Justoy fue aclarado un mes después, ya que muchas de las opiniones representadas estaban más preocupadas por acuerdos contractuales que no tenían nada que ver con la competencia.No se consultó a la Autoridad de Radiodifusión Independiente (IBA) sobre el acuerdo; Después de la aprobación, la IBA exigió detalles precisos sobre la fusión y afirmó que estaban considerando las repercusiones del acuerdo para determinar en última instancia si los contratos de BSB eran nulos y sin efecto.El 17 de noviembre, la IBA decidió rescindir el contrato de BSB, pero no de inmediato, ya que lo consideró injusto para los 120.000 espectadores que habían comprado dispositivos BSB.
Sam Chisholm fue nombrado CEOen un intento por reorganizar la nueva empresa, que siguió generando pérdidas de 10 millones de libras esterlinas por semana. Se vendió la sede de la extinta BSB, la Casa Marco Polo, el 39% de los empleados de la nueva empresa fueron despedidos, dejando poco menos de 1.000 empleados,muchos de los nuevos puestos de ejecutivos senior de BSkyB se otorgaron al personal de Sky y muchos BSB abandonaron la empresa. En abril, los nueve canales Sky/BSB se condensaron en cinco, y EuroSport se eliminó poco después del lanzamiento de Sky Sports.Chisholm también renegoció los costosos acuerdos de la empresa fusionada con los estudios de Hollywood, recortando los pagos mínimos garantizados. El desaparecido satélite Marcopolo I fue vendido en diciembre de 1993 a la sueca NSAB, y Marcopolo II pasó a la noruega Telenor en julio de 1992
En septiembre de 1991, las pérdidas semanales se habían reducido a 1,5 millones de libras esterlinas por semana. Rupert Murdoch dijo que "había fuertes razones políticas y de marketing financiero para realizar la fusión de compromiso en lugar de dejar morir a BSB. Se habían aprendido muchas de las lecciones con más de la mitad del coste de funcionamiento de la empresa combinada". Una mayor reducción de las pérdidas fue resultado directo de la incorporación de 313.000 nuevos clientes durante el primer semestre de 1991.En marzo de 1992, BSkyB registró sus primeros beneficios operativos, de 100.000 libras esterlinas por semana, con 3,8 millones de libras semanales de suscripciones y 1 millón de libras de publicidad, pero siguió cargando con una deuda de 1,280 millones de libras esterlinas. La firma de bolsa James Capel pronosticó que BSkyB todavía estaría endeudada en el año 2000.
En otoño de 1991 se iniciaron negociaciones sobre los derechos de retransmisión de la Premier League para un período de cinco años, a partir de la temporada de 1992.La cadena de televisión británica ITV era la actual propietaria de los derechos de la Football League y luchó duramente para conseguir los nuevos derechos. ITV había aumentado su oferta de 18 millones de libras esterlinas a 34 millones al año para obtener los nuevos derechos. BSkyB unió fuerzas con la BBCpara hacer una contraoferta. La BBC recibió los aspectos más destacados de la mayoría de los partidos, mientras que BSkyB pagó £304 millones por los derechos de la Premier League, lo que les dio el monopolio de todos los partidos en vivo, hasta 60 por año a partir de la temporada 1992-93. Murdoch ha descrito el deporte como un "ariete" para la televisión de pago, que proporciona una sólida base de clientes.Unas semanas después del acuerdo, ITV acudió al Tribunal Superior para obtener una orden judicial porque creía que sus datos se habían filtrado antes de que se tomara la decisión. ITV también pidió a la Oficina de Comercio Justo que investigara, ya que creía que el imperio mediático de Rupert Murdoch a través de los periódicos había influido en el acuerdo.Unos días más tarde, ninguna de las medidas surtió efecto, ITV creyó que se llamó por teléfono a BSkyB y se le informó de su oferta de £262 millones, y la Premier League aconsejó a BSkyB que aumentara su contraoferta.BSkyB retuvo los derechos pagando 670 millones de libras esterlinas por el acuerdo de 1997-2001, pero On Digital lo impugnópor los derechos de 2001 a 2004, por lo que se vio obligado a pagar 1.100 millones de libras esterlinas, lo que le permitió emitir 66 juegos en vivo al año.Tras una larga batalla legal con la Comisión Europea, que consideró que la exclusividad de los derechos iba en contra de los intereses de la competencia y del consumidor, el monopolio de BSkyB llegó a su fin en la temporada 2007-08. En mayo de 2006, la emisora irlandesa Setanta Sports recibió dos de los seis paquetes de Premiership que la FA inglesa ofrecía a las emisoras. Sky se hizo con los cuatro restantes por 1.300 millones de libras.

#### Convertirse en una sociedad anónima
In octubre de 1994,BSkyB anunció sus planes de hacer cotizar la empresa en las bolsas de valores del Reino Unido y Estados Unidos, vendiendo el 20% de la empresa.La salida a bolsa redujo la participación de Murdoch al 40 por ciento y recaudó 900 millones de libras esterlinas, lo que permitió a la empresa reducir su deuda a la mitad. Sam Chisholm dijo: "Desde cualquier punto de vista, este es un resultado excelente; en todas las áreas la empresa ha tenido un desempeño excelente".Chisholm se convirtió en uno de los ejecutivos de televisión mejor pagados del mundo.
En 1995, BSkyB abrió su segundo centro de gestión de clientes en Dunfermline, Escocia. Además de su centro original en Livingston, inaugurado en 1989, BSkyB ingresó al índice FTSE 100, las ganancias operativas aumentaron a £155 millones al año y Pearson vendió su participación del 17,5% en la empresa.
Sam Chisholm renunció a BSkyB debido a una ruptura con Rupert Murdoch en junio de 1997.Una semana después, se citó a Murdoch diciendo: "No puedo entender el alboroto; BSkyB tenía un precio excesivamente alto", lo que provocó más desavenencias con la nueva dirección.
En 1997, BSkyB se asoció con Carlton y Granada para ofertar por el derecho de la nueva red digital terrestre. En junio se le adjudicó el derecho a poner en marcha el servicio ONdigital, con la condición de que BSkyB se retirara de la oferta del grupo.En febrero de 2003, BSkyB quiso renegociar su acuerdo con MTV para reducir su pago de 20 millones de libras esterlinas. El director ejecutivo Tony Ball dijo: "Definitivamente estamos preparados para enfrentarlos si no podemos llegar a un acuerdo sensato. A MTV y otros canales les ha ido particularmente bien con el crecimiento de Sky, pero la oportunidad de ahorrar ahora está ahí y Sky lo aceptará", añadió. "A MTV le ha ido muy bien con ese acuerdo original".El 17 de abril de 2003, BSkyB lanzó su propia gama de canales de música Scuzz, Flaunt y The Amp, como parte de su plan para crear sus propios canales originales para la plataforma.Al cabo de 18 meses, los canales no lograron generar impacto y fueron subcontratados a la empresa Chart Show Channels.
Poco después adquirió Artsworld, dando a la mayoría de suscriptores acceso completo al canal. La compra formaba parte de la estrategia de James Murdoch para mejorar la percepción de BSkyB, lo que podría generar nuevos suscriptores potenciales. John Cassy, director del canal Artsworld, dijo: "Es una gran noticia para las artes que un canal cultural dedicado esté disponible para millones de hogares".
A principios de 2007, Freeview superó a Sky Digital con casi 200.000 suscriptores más a finales de 2006, mientras que la emisora de cable Virgin Media tenía tres millones de clientes.En julio de 2007, BSkyB anunció la adquisición de Amstrad por 125 millones de libras, una prima del 23,7% sobre su capitalización de mercado.
BSkyB y Virgin Media anunciaron que habían llegado a un acuerdo para la adquisición por parte de BSkyB de Virgin Media Television. Virgin1 también fue parte del acuerdo y pasó a llamarse Channel One el 3 de septiembre de 2010, ya que el nombre Virgin no tenía licencia para Sky. Los nuevos contratos de distribución se entienden que son hasta nueve años.
En junio de 2010, News Corporation hizo una oferta por la propiedad total de BSkyB. Sin embargo, tras el escándalo de escuchas telefónicas de News International, críticos y políticos comenzaron a cuestionar la idoneidad de la adquisición propuesta. La reacción resultante obligó a News Corp. a retirar su oferta por la empresa en julio de 2011.El escándalo obligó a la dimisión de James Murdoch, que era presidente de BSkyB y News International, de sus puestos ejecutivos en el Reino Unido, y Nicholas Ferguson asumió el cargo de presidente de BSkyB.En septiembre de 2012, Ofcom dictaminó que BSkyB todavía estaba en condiciones de poseer licencias de transmisión en el Reino Unido, pero criticó el manejo del escándalo por parte de James Murdoch.El 28 de junio de 2013, News Corporation se dividió en dos empresas que cotizan en bolsa; Las operaciones de publicación de la compañía (incluida News International, rebautizada como News UK) y las operaciones de transmisión en Australia se fusionaron en una nueva compañía conocida como News Corp, mientras que los activos de medios de transmisión de la compañía, incluida su participación del 39,14% en Sky, pasaron a llamarse 21st Century Fox.

#### Adquisiciones europeas
El 12 de mayo de 2014, BSkyB confirmó que estaba en conversaciones con su mayor accionista, 21st Century Fox, sobre la adquisición de la participación del 57,4% de 21st Century Fox en Sky Deutschland y su participación del 100% en Sky Italia. La empresa ampliada (apodada "Sky Europe" en los medios) consolidaría los activos europeos de televisión digital de 21st Century Fox en una sola empresa.El acuerdo de adquisición de 4.900 millones de libras se anunció formalmente el 25 de julio, mediante el cual BSkyB adquiriría las participaciones de 21st Century Fox en Sky Deutschland y Sky Italia. BSkyB también presentó la necesaria oferta pública de adquisición a los accionistas minoritarios de Sky Deutschland.Como resultado, BSkyB adquirió el 89,71% del capital social de Sky Deutschland. Las adquisiciones se completaron el 13 de noviembre.

### Sky plc
British Sky Broadcasting Group plc cambió su nombre a Sky plc para reflejar las adquisiciones europeas, y las operaciones del Reino Unido pasaron a llamarse Sky UK Limited. Sky plc compró la participación de los accionistas minoritarios restantes en Sky Deutschland durante 2015, utilizando un procedimiento de venta forzosa para obtener las acciones restantes y excluir a Sky Deutschland de la lista el 15 de septiembre de 2015.

#### Competencia en torno a la adquisición
El 9 de diciembre de 2016, 21st Century Fox anunció que había hecho una oferta para adquirir el resto de Sky plc por 11,7 mil millones de libras esterlinas a un valor de 10,75 libras esterlinas por acción. Marcó el segundo intento de Fox de hacerse cargo de Sky, ya que su intento anterior bajo News Corporation se vio afectado por el escándalo de News International. Las dos empresas llegaron a un acuerdo el 15 de diciembre, sujeto a la aprobación regulatoria.
Ofcom expresó su preocupación de que esta compra le daría a la familia Murdoch "influencia material sobre los proveedores de noticias con una presencia significativa en todas las plataformas clave" y "una mayor influencia sobre la agenda de noticias del Reino Unido y el proceso político". Sin embargo, el regulador consideró que Sky, propiedad de Fox, sería "apta y adecuada" para poseer licencias de transmisión, a pesar de las recientes controversias de acoso sexual que habían surgido en el canal Fox News de EE. UU., ya que no había evidencia de lo contrario.Avaaz se opuso a la opinión de Ofcom, afirmando que el regulador "cometió error tras error al decidir dar a los Murdoch un certificado de buena salud para hacerse cargo de más medios de comunicación".
The Walt Disney Company anunció el 14 de diciembre de 2017 que adquiriría 21st Century Fox, incluida su participación en Sky plc, pero excluyendo activos estadounidenses específicos. Fox afirmó que esta compra "no alteraría [su] pleno compromiso y obligación de concluir nuestra transacción propuesta". Los analistas sugirieron que la transacción propuesta por Disney podría aliviar las preocupaciones regulatorias sobre la compra de Sky por parte de Fox, ya que la compañía eventualmente perderá sus vínculos con la familia Murdoch. Disney tiene un alcance de propiedad de m edios más limitado en el país que la familia Murdoch. Sky ya tenía una relación con Disney para su servicio Sky Cinema,el cual posee derechos de televisión paga para sus películas en el Reino Unido y opera un canal Sky Cinema dedicado al contenido de Disney.
Un informe preliminar de la Autoridad de Mercados y Competencia emitido en enero de 2018 pedía el aislamiento o la desinversión total de Sky News como condición para la compra, de modo que sea editorialmente independiente de la familia Murdoch.Sky había amenazado con reevaluar las operaciones continuas del canal si "impedían indebidamente fusiones y/u otras oportunidades corporativas disponibles en relación con el negocio más amplio de Sky". El canal ha operado con una pérdida de al menos £40 millones por año.En febrero de 2018, Fox propuso el establecimiento de un consejo editorial independiente y el compromiso de financiar la cadena durante al menos 10 años. Este compromiso sería heredado por Disney tras completar la compra de 21st Century Fox. El 3 de abril de 2018, Fox declaró que Disney había "expresado interés en adquirir Sky News", lo que no estaría condicionado a su propuesta de adquirir 21st Century Fox.
Una guerra de ofertas comenzó el 25 de abril de 2018, cuando el conglomerado estadounidense de medios y telecomunicaciones Comcast (propietario de NBCUniversal) anunció una contraoferta por Sky a £12,50 libras por acción, o aproximadamente £22,1 mil millones de libras esterlinas. El director ejecutivo de NBCUniversal, Steve Burke, declaró que la compra de Sky duplicaría aproximadamente su presencia en los mercados de habla inglesa y permitiría sinergias entre las respectivas redes y estudios de NBCUniversal y Sky.
El 5 de junio de 2018, el secretario de Cultura Matt Hancock aprobó las respectivas ofertas de 21st Century Fox y Comcast para adquirir Sky plc. La oferta de Fox estaba supeditada a la venta de Sky News. El 12 de junio de 2018, Comcast anunció una contraoferta de 65 mil millones de dólares para adquirir los activos de 21st Century Fox que Disney había ofrecido comprar.Sin embargo, Fox aceptó posteriormente una oferta mayor de Disney de 71.300 millones de dólares.El 15 de junio de 2018, la Comisión Europea dio autorización antimonopolio a la oferta de Comcast para comprar Sky, citando que, en términos de sus activos actuales en Europa, habría un impacto limitado en la competencia. Comcast incluyó un compromiso de 10 años con las operaciones y financiación de Sky News similar al de la oferta de Disney.El 19 de junio de 2018, Disney acordó formalmente adquirir Sky News como parte de la oferta propuesta por Fox, con un compromiso de 15 años para aumentar su financiación anual de £90 millones a 100 millones de libras esterlinas.
El 11 de julio de 2018, Fox aumentó su oferta por Sky a £14,00 libras esterlinas por acción, valorándola en £24,500 millones de libras esterlinas. Posteriormente, Comcast contraofertó apenas unas horas más tarde con una oferta de £14,75 libras por acción, valorada en £26 mil millones de libras. El 19 de julio de 2018, despuès de que Fox acordara una contraoferta de Disney,se informó que Comcast había abandonado su oferta por 21st Century Fox para centrarse únicamente en Sky.
El 20 de septiembre de 2018, el Panel de Adquisiciones y Fusiones ordenó que se realizara una subasta a ciegas "con el fin de proporcionar un marco ordenado para la resolución de esta situación competitiva". En este proceso, Fox, seguida de Comcast, hicieron nuevas ofertas sólo en efectivo por Sky. Luego de estas dos primeras rondas de licitación, habría una tercera ronda donde ambas empresas podrían presentar nuevas ofertas. Sin embargo, la tercera ronda de licitación sólo sería vinculante si ambas empresas presentan una oferta. Los resultados debían revelarse el 22 de septiembre y confirmarse antes del inicio de las operaciones el 24 de septiembre. Comcast ganó la subasta con una oferta de £17.28 libras esterlinas por acción, superando la oferta de Fox de £15.67 libras. Sky plc tenía hasta el 11 de octubre para aceptar formalmente esta oferta.
Tras su victoria en la subasta, Comcast comenzó a adquirir acciones de Sky en el mercado abierto. El 26 de septiembre de 2018, Fox anunció posteriormente su intención de vender todas sus acciones en Sky plc a Comcast por £12 mil millones de libras esterlinas.El 4 de octubre de 2018, Fox completó la venta de sus acciones, lo que le dio a Comcast una participación controladora del 76,8% en ese momento.

### Sky Group Ltd
El 12 de octubre de 2018, Comcast anunció que adquiriría obligatoriamente el resto de Sky después de que su oferta obtuviera la aceptación del 95,3% de los accionistas de la emisora y la empresa quedara excluida de la lista a principios de 2019. Sky dejó de cotizar en bolsa el 7 de noviembre de 2018 después de que Comcast adquiriera todas las acciones restantes.
En agosto de 2021, Sky Group firmó un acuerdo con ViacomCBS para lanzar Paramount+ en el Reino Unido, Irlanda, Italia, Alemania, Suiza y Austria para 2022.El 3 de mayo de 2022, se anunció que Paramount+ se lanzaría el 22 de junio de 2022 para los clientes de Sky en Irlanda y el Reino Unido.

## Canales de televisión operados por Sky
La mayoría de los canales de Sky se emiten exclusivamente para su plataforma de televisión de pago, si bien otros tantos se emiten bien en modo FTA o gratuitamente a través de televisión digital terrestre. La gran mayoría de ellos tienen en común que comparten la marca Sky como nombre de canal:
- Entretenimiento
  - Sky One y Sky One HD
  - Sky Two
  - Pick TV
  - Sky Atlantic
  - Sky Witness
  - Sky Living it
  - Sky Living Loves

- Cultura
  - Sky Arts 1, 2 y HD

- Cine 
  - Sky Box Office (PPV, 50 canales)
  - Sky Movies Pack: Premiere, Comedy, Classics, Family, Modern Greats, Indie, Sci-Fi & Horror, Action & Adventure, Crime & Thriller y Drama &  Romannce (todos de HD).
  - Sky News (Disponible en toda Europa vía FTA)
  - Sky Movies Box Office (PPV) (50 Canales de Pago por evento)

- Deportes
  - Sky Sports 1, 2, 3, 4, (Todos en HD) y Sky Sports News

## Audiencia de canales
Los canales de pago que produce BSkyB son uno los más vistos en el Reino Unido, aunque se posicionan detrás de los canales generalistas gratuitos como BBC, Five o Channel 4 (los cuales además producen canales alternativos cuya emisión únicamente es vendida a operadores de televisión de pago incrementando así su audiencia). Durante el año 2008 British Sky Broadcasting obtuvo una audiencia global de sus principales canales de 6,6% de cuota de pantalla.
En la gráfica los porcentajes se corresponden con las audiencias por cuota de pantalla en 2008 de los principales canales que pertenecen a una marca, así, el de BSkyB se correspondería con los canales Sky 1, Sky 2, Pick TV, Sky Atlantic, Sky Living, Sky Living It, Sky Living Loves, Sky News, todos los Sky Movies y todos los Sky Sports.